# Георги Марианович
 Тази статия е за юриста от Северна Македония.  За сръбския певец вижте Джордже Марианович.  
Георги Марианович (на македонска литературна норма: Ѓорѓи Марјановиќ) е юрист и политик от Северна Македония.

## Биография
Марианович е роден в 1939 година в бачкото село Стара Моравица, тогава в Югославия. Марианович завършва Юридическия факултет на Скопския университет в 1962 и прави магистратура по наказателно-правни науки в Правния факултет на Загребския университет в 1968 с тезата: „Правните последици на осъждането“.
Защитава докторат в Юридическия факултет в Скопие в 1973 с тезата „Правното положение на осъдения след изтърпяното наказание“. От 1962 до 1964 кара стаж в Основния съд-Скопие II и след това до пенсионирането си работи в Юридическия факултет в Скопие – като асистент (1965-1974), доцент (1974-1979), извънреден професор (1979-1985) и редовен професор (1985-2001).
По времето на социалистическа Югославия Марианович е дисидент като професионално се ангажира със свободата на вероизповеданието, съвеста, мисълта и словото. На XXI съвет на Югославското сдружение за наказателно право и криминология (Струга, 24-25 октомври 1983) в своя уводен реферат иска премахване на известния „деликт на мислене“, съдржащ се в член 133 на Конституциат ана СФРЮ, за което е подложен на остри критики от страна на комунистичкия естаблишмент и е партийно наказан, след което сам напуска Съюза на комунистите на Югославия. Марианович се бори за отделно третиране на политическите затворници в югославските затвори и за свобода на съвестта във връзка с инкриминирането на отказа от употреба на оръжие (чл. 202 КЗ СФРЮ) от страна на членовете на някои вероизповедания. Марианович е член на Форума за човешки права на Македония от неговото основаване.
В 1989 година е основател и председател на Лигата за демокрация, първата опозиционна партия в Социалистическа Република Македония. В 2006 година отстъпва председателския пост на Тони Гюревски. Марианович е колумнист във вестник „Дневник“, а след местните избори в 2005 година е съветник в Съвета на град Скопие.
Марианович е известен с яростния си антибългаризъм. По повод честването на 79-годишнината от смъртта на Мара Бунева в Скопие и побоя нанесен от хулигани на хората положили цветя на паметната и плоча Марианович заявява:
| „ | Секое насилство е за осуда, но мене ми е тешко да го осудам овој чин. Момчињата постапиле патриотски, мислејќи дека ако удрат по луѓето кои не им се допаѓаат, побрзо ќе влеземе во Европската Унија. | “ |

## Трудове
- „Правната положба на осуденикот по издржаната казна“ (1973)
- „Одбрани теми од материјалното кривично право“ (1978)
- „Кривично право – општ дел“ (пет издания: под заглавие „Предавања по кривично право – општ дел“ -1978, 1980 и 1982; под заглавие „Кривично право – општ дел“ – 1988 и под заглавие „Македонско кривично право – општ дел“ – 1998)
- „За проблемот на политичката деликвенција во Југославија (1984)
- „Непријателска пропаганда“ (1986)
- „Custodia honesta“ (1987)
- „За статусот на политичките затвореници“ (1988)
- „Одбивање прием и употреба на оружје“ (1987);
- „Стручен труд – сотија“ (1995).

Марианович превежда от немски „Осемнадесети брюмер на Луи Бонапарт“ и „Откритията за процеса на комунистите в Кьолн“ на Карл Маркс, „Криминология“ на Г. Кайзери, от френски „Земя на хората“ на Екзюпери и „По следите на изгубеното време“ на Марсел Пруст.